# Кофр

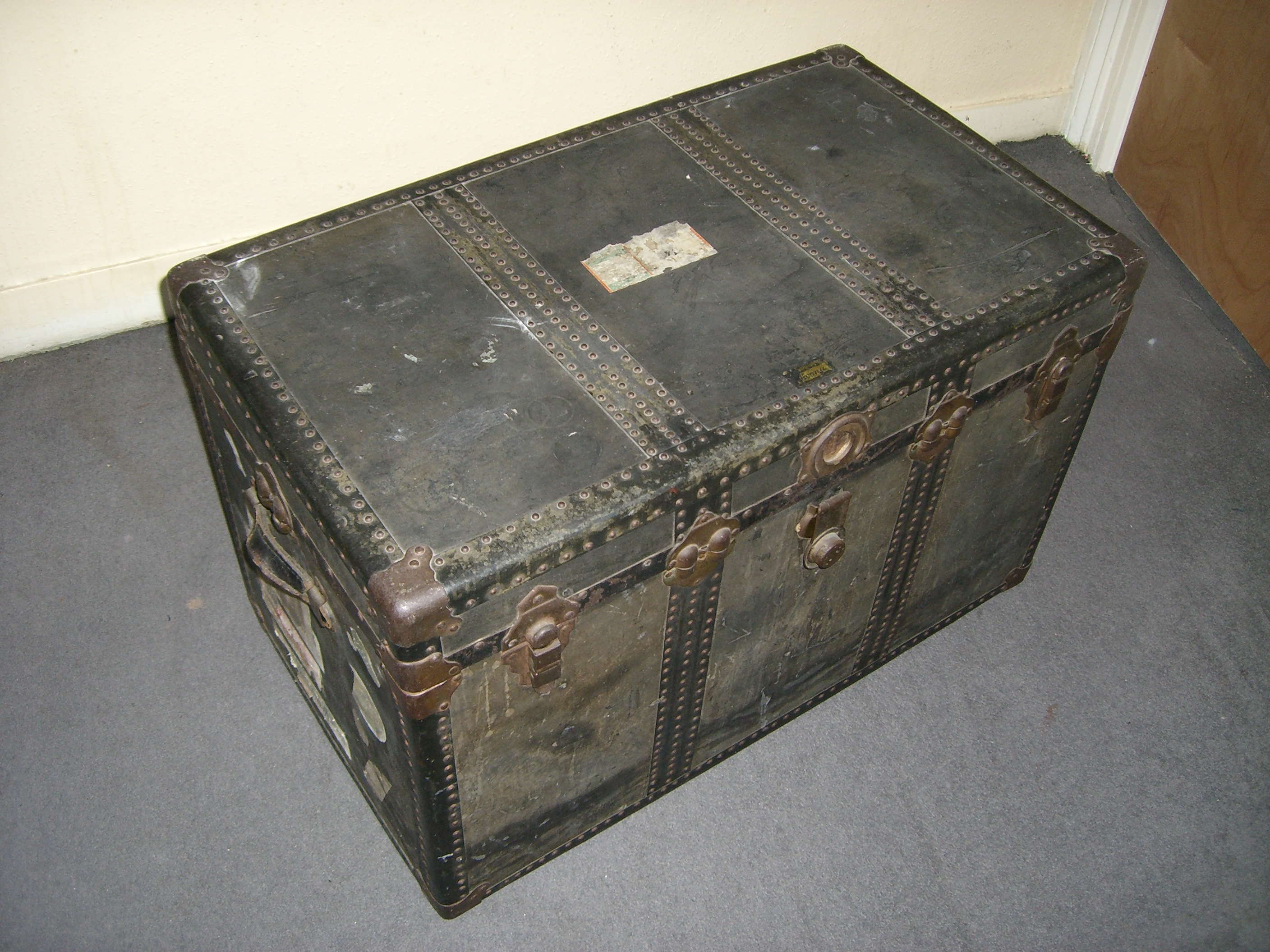
Большой сундук с кожаными ручками

Кофр (от фр. coffre — сундук, ящик) — сундук, чемодан или дорожная сумка с жестким каркасом и противоударными стенками.
Отличие кофра от чемодана или чехла заключается в том, что он сохраняет форму, защищая помещенные внутрь предметы от внешних воздействий.

## Применение
Кофры активно используются в мото- и велотуризме и оптике (бинокли). Изготавливаются и кофры для снегоходов. В отличие от рюкзаков, использование кофров позволяет сместить центр тяжести транспортного средства вниз, что положительно сказывается на устойчивости и управляемости.
Существуют кофры для защиты фото-, видео- и другой аппаратуры. У таких кофров, наряду с жёстким каркасом, присутствует мягкая выстилка для амортизации ударов.
В связи с тем, что некоторые чехлы музыкальных инструментов выполнены на жёсткой основе, их тоже часто называют кофрами.

Также слово кофр используется в значении «чехол для одежды».

## Галерея

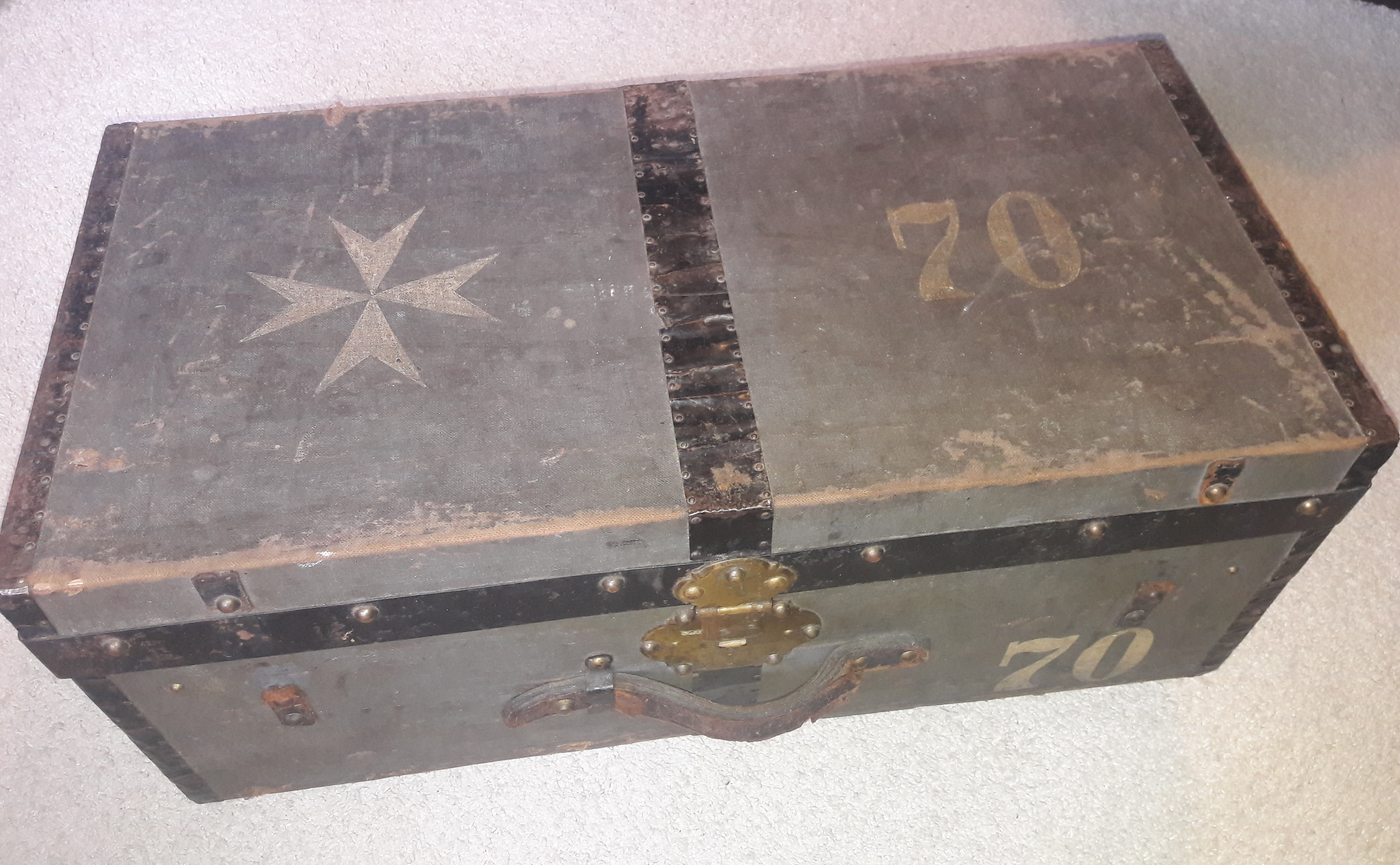
Офицерский сундук-кофр, времен первой и второй мировой войны.
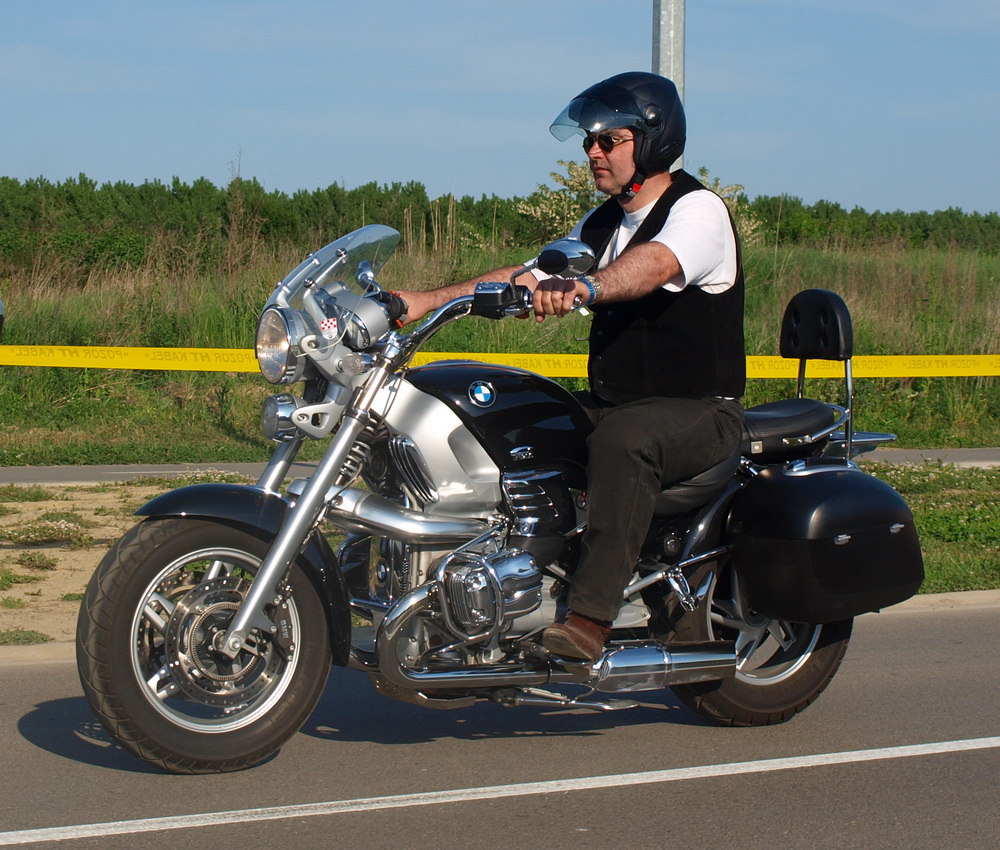
Мотоцикл с заводскими кофрами на заднем колесе
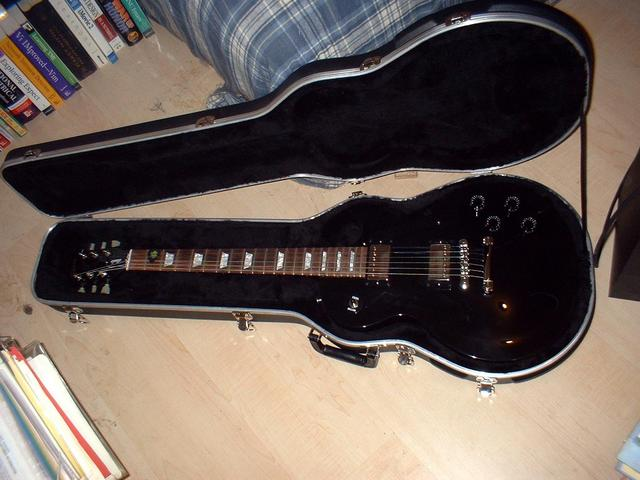
Электрогитара в жёстком чехле (кофре)